# 地上最強のエキスパートチーム G.I.ジョー
『地上最強のエキスパートチーム G.I.ジョー』（G.I. Joe: A Real American Hero）は、アメリカ合衆国のテレビアニメ。1983年から1987年にかけて放送された。また、1989年には第2期が制作され、1991年まで放送された。日本では、1986年からテレビ朝日系列で放送された（後にカートゥーン ネットワークでも放送）。2009年に公開された実写版はこの作品をベースとしている。

## 概要
原点は1964年にアメリカ合衆国の玩具会社ハズブロが男児向けに発売したミリタリーアクションフィギュアシリーズ。当初は現実のアメリカ軍、ナチスドイツ軍などを再現した男児向け着せ替え人形で12インチサイズだったが、1982年度よりサイズを3.75インチとし、多彩なキャラクターの織り成す正義と悪の軍団抗争というスタイルに刷新された。
G.I.ジョーチームは米軍の特殊部隊であり、殆どのメンバーは米国出身である。ただし米国以外の国では、米国色や軍事色を薄めるため「世界中から集められた、強い肉体と勇気と正義の行動力を持ったエキスパートたち」という内容に変更され、国籍も世界各国に拡げられた。日本では、米軍を表す白い星マークの代わりに鷲をモチーフにしたエンブレムが考案され国内向けに販売された玩具のパッケージやシールに用いられた。
日本では一部のエピソードが1986年7月24日から1987年3月27日まで放送された。僅か9ヶ月もの間に放送時間が二転三転し、スタート時の1986年7月から8月に木曜朝10時30分、その後1986年9月には土曜朝5時55分へと移動し、最終的には1986年10月 - 1987年3月の最終回までが金曜夕方5時30分に放送された。
本作には第1シリーズと第2シリーズがある。第1シリーズは実写シーンのオープニングから始まり、本編ストーリーの最後にG.I.ジョーのメンバーが子供たちへアドバイスを送るセクションがある。
日本での放送時にはややハードなストーリーを緩和するため、吹き替え版において日本版独自の翻訳や声優のアドリブによるコミカルな脚色がなされていた。

## ストーリー
時は、1980年代（日本語版は1990年代）。世界征服を企む悪の組織「コブラ」によって、世界の平和が脅かされようとしていた。それに対抗すべく、政府はアメリカ軍のエキスパートチーム「G.I.ジョー」を戦いの任に就かせた。こうして、正義のチーム「G.I.ジョー」と世界征服を企む悪の組織「コブラ」との戦争が始まった。

## 登場人物

### G.I.ジョー / G.I. JOE
米国軍に所属する（日本語版では世界各地のエキスパートたちで構成された）エキスパートチーム。共通の号令は「Go!G.I.ジョー!!（Yo JOE!!）（劇場版の吹き替えでは「G.I.ジョー!!」）」。

#### 1982年登場
ホーク / Hawk
声- 阪脩 / 英 - エド・ギルバート→スコット・マクニール（新シリーズ途中から）
本名：クレイトン・M・アバーナシー
出身地： コロラド州・デンバー
認識番号：RA212754036
階級： O-7（准将）（初登場時はO-6、大佐）
軍種： アメリカ陸軍
フラッグ准将の死後、G.I.ジョー総司令官となる。玩具上では82年度から発売されていたが、TVアニメでは86年度から登場。総司令官でありながら実戦では武器を手に取り出撃したり、戦闘機を駆って戦うなど前線で戦う有能な指揮官である。また、洗脳と遺伝子改造によって怪物・ベノムスマキシマスにされたことも。
マーベル・コミック版では銃撃を受けて下半身不随となり、一時は復讐心に取り憑かれたこともある。また、後に女性政治家に恋をするもスキャンダルが発覚した末失恋するなど、トラブルやピンチも多い。
スカーレット / Scarlett
声 - 小山茉美 （TV版）、紗ゆり （劇場版）/ 英 - BJ・ウォールド
G.I.ジョーの情報錯乱員。
本名：シェイナ・オハラ
特技：情報収集、格闘技
出身地： ジョージア州・アトランタ
認識番号：RA242967434
階級： E-5（三等軍曹）
軍種： アメリカ陸軍
父親と三人の兄たちが格闘技の教官をしていた影響で、彼女も9歳の時から格闘技を覚え、16歳の時には黒帯をとるまでに上達していた。その後、学校に通いながら、各種の格闘技道場の門を叩き、数々の格闘技を身に付け、父親から受け継いだ血と素質を見事に開花させた。そして彼女は自分の特技をより生かす道として、G.I.ジョーチームを選んだ。韓国空手のテコンドーの達人でもあり、武器なしでも外敵からいくらでも身を守ることができ、その技と度胸の良さを買われ、情報のスペシャリストになる。中東での作戦で爆風にさらされた際にスネークアイズに助けられて以降、お互いに惹かれあいながらも付かず離れずの関係が続いている。
スネークアイズ（TV日本語版はスネークアイ） / Snake Eyes
G.I.ジョーの秘密工作隊員。
本名：不明
特技：格闘技教官
出身地： 不明
認識番号：不明
階級： E-8（二等曹長）（初登場時はE-5、三等軍曹）
軍種： アメリカ陸軍
ブレイカー（TV日本語版はブリーカー） / Breaker
声 - 曽我部和恭 / 英 - クリス・ラッタ
G.I.ジョーの通信リーダー。
本名：アルビン・キビー
特技：銃火器に精通
出身地： テネシー州（日本語版：イタリア）
認識番号：RA-380-22-5432
階級： E-4（伍長）
軍種： アメリカ陸軍
どんな種類の戦闘用武器も、まるで自分の家にあるクルマを動かすように精通している。同時に、通信機器や信号機器についても専門の知識を身に付けているのは、彼の努力のたまもので、これらを扱うために特殊教育を望み、その結果得たもの。常に沈着冷静で前向きな彼は、コブラにとって無視できない存在となる。加えて数か国語を話せるという丸秘の情報もある。彼の努力は語学の面にまで及んでいる。
クラッチ / Clutch
バンプジープドライバー。
本名：ランス・スタインバーグ
特技：ドライバー、メカニック、カーレース
出身地： ニュージャージー州（日本語版：オーストラリア）
認識番号：RA757340802
階級： E-4（伍長）
軍種： アメリカ陸軍
G.I.ジョーに入る前は自動車整備工場でメカニックをしながら、休日には自分の改造した車でカーレースに熱中していた。自分のメカニックの腕と運動技術に自信をもった彼は入隊を決意し、レンジャースクール、機密情報学校、特殊警護学校等を優秀な成績で卒業した。レーサーの経験からバンプジープの運転を進んで志願した彼は自分の好きな仕事を続けられることに満足している。車に夢中でオシャレにはまったく関心がなく、ひげは一月に一度剃るだけで、髪の毛にはモーターオイルがしみついている。
フラッグ准将 / General Flagg †
本名：ローレンス・J・フラッグ
出身地： ペンシルベニア州・フィラデルフィア
認識番号：RA 818-50-1673
階級： O-7（准将）
軍種： アメリカ陸軍
G.I.ジョー初代総司令官。アニメ版のデザインはオースティン少将の流用。
フラッシュ / Flash
出身地： カリフォルニア州
認識番号：RA607432985
階級： E-4（伍長）
軍種： アメリカ陸軍
グランドスラム / Grand Slam
出身地： ウィスコンシン州
認識番号：RA379541044
階級： E-5（三等軍曹）
軍種： アメリカ陸軍
グラント / Grunt
出身地： オハイオ州
認識番号：RA52779623
階級： E-4（伍長）
軍種： アメリカ陸軍
ロックンロール （日本語版はミック） / Rock 'n Roll
声 - 福士秀樹 / 英 - ウィル・ライアン
G.I.ジョーの機関銃手。
本名：クレイグ・マコーネル
特技：技術教官
出身地： カリフォルニア州・マリブ
認識番号：RA989091452
階級： E-5（三等軍曹）
軍種： アメリカ陸軍
リゾート地としても有名なカリフォルニアのマリブ海岸でサーファーをしていた。肉体をきたえ上げることに強い関心を持っており、ウェイトリフティングでパワーをつけ、筋肉への自信を保持する傍ら、ロックンロールバンドではベースギターを担当。肉体と精神においてバランスの取れた自己創造をしていた。そんな彼がG.I.ジョーチームへ志願したのは、地球の青い海と健康な生活を破壊しようとするコブラへの怒りからである。頭も切れる上力も強いが、自然を愛するナイーブな面も持った男である。
ショートフューズ / Short-Fuze
出身地： イリノイ州
認識番号：RA-380-22-5432
階級： E-4（伍長）
軍種： アメリカ陸軍
ストーカー / Stalker
声 - 秋元羊介 / 英 - アーサー・バーグハート
G.I.ジョーのレインジャー隊員。
本名：ロンゾ・ウィルキンソン
特技：医療、通訳
出身地： ミシガン州・デトロイト（日本語版：東ドイツ）
認識番号：RA725054399
階級： E-5（三等軍曹）
軍種： アメリカ陸軍
少年時代は、暴走族のリーダーを務めた経歴がある。アメリカ陸軍に入隊してからは語学の才能と情報収集能力が一気に開花し、スペイン語・アラビア語・フランス語に加え、アフリカ公用語のスワヒリ語までマスターした。語学の優秀者が誰でもそうするように彼もまた情報学校へのコースを進んだ。ここで高いレベルの訓練を受け、どんな過酷な状況下でも素速く、そして音を立てずに任務を遂行できる技能者となる。
スティーラー / Steeler
出身地： ペンシルベニア州
認識番号：RA035386098
階級： O-1（少尉）
部隊： アメリカ陸軍
ザップ / Zap
出身地： ニューヨーク州
認識番号：RA63398074
階級： E-4（伍長）
軍種： アメリカ陸軍

#### 1983年登場
デューク（TV日本語版はグラント） / Duke
声 - 屋良有作（TV版）、千田光男（劇場版） / 英 - マイケル・ベル
G.I.ジョーのチームリーダー。
本名：コンラッド・S・ホウサー
特技：語学・チームリーダー
出身地： ミズーリ州・セントルイス
認識番号：RA 213-75-7793
階級： E-8（第一曹長）
軍種：陸軍
フランス語やドイツ語を自在に話せるほか、中国語や東南アジアの方言まで修得した語学の天才である。空軍学校をNo.1の成績で卒業、その後の活躍は空軍史に残る輝かしい記録ばかりである。指導力も素晴らしく、何度も将校への昇格辞令を受けるが、「部下のために命をかけて責任をとる立派な人間が将校にふさわしい。そんな人間は稀だ。自分はまだ現場にいたい」と叫んで拒否、G.I.ジョーチームに入った。決断力・行動力に優れ、個性がぶつかり合うチームをひとつにまとめる。
主に前線での活躍が多いが、たびたび敵に捕らえられるなどのピンチに陥ることも。劇場版ではファルコンを庇ってサーペンターに武器である蛇を投げつけられ重傷を負い、昏睡状態に陥るも一命を取り留め、後に戦線に復帰する。日本語版では「世界的な人気に応えて、今日も元気でタンスにゴン!」と言うなどお茶目な一面を見せている。なお、当初は劇場版で戦死する予定だった。
エース / Ace
英声 - パット・フレイリー
本名：ブラッド・アームブラスター
特技：操縦士
出身地： ロードアイランド州・プロビデンス
認識番号：AF335986725
階級： O-3（大尉）
軍種： アメリカ空軍
エアボーン / Airborne
英声 - ピーター・カレン
本名：フランクリン・トールトリー
特技：エアボーン
出身地： アリゾナ州・ナバホ・ネイション
認識番号：RA030446233
階級： E-5（三等軍曹）
軍種： アメリカ陸軍
カバーガール / Cover Girl
声 / 英 - リビィ・オーブリー
ウォルバリンドライバー。
本名：コートニー・クリガー
特技：AFV力学
出身地： イリノイ州・ピオリア（日本語版：フランス）
G.I.ジョーチームに入る前はシカゴとニューヨークでハイファッションのモデルをしていた。ある日、モデル業に幻滅し、人生に“新しい方向付け”をしたくて、「自己を証明するには、自分の美しさと無関係の仕事をしなければならない」と判断。全く非女性的な分野をあえて選び、G.I.ジョーチームに加わった。彼女の自信と驚くほどの美貌は、ほとんどの男どもをたじたじにし、口ごもらせてしまう。
ドック / Doc
出身地： マサチューセッツ州
認識番号：RA367221097
階級：O-3（大尉）
ガンホー / Gung-Ho
声 - 麦人 / 英 - クリス・ラッタ
G.I.ジョーの水上警備隊員。
本名：エティーン・R・ラフィッデ
特技：潜行術、ジャングル教官
出身地： ルイジアナ州・フェルドランス
認識番号：MC56488390
階級： E-7（一等軍曹）
軍種： アメリカ海兵隊
異常なほど興奮しやすい性格をしている。ニューオリンズで育ったが、小さい時から名うての暴れ者で、“けんかボクサー”・“ナイフ使いのならず者”などと呼ばれていた。18歳の時に海兵隊に入隊。パリス島の訓練基地ではどうしたわけか首席で卒業した。続いて空輸学校や潜行訓練学校でも教育を受け、いずれも優秀な成績を残した。しかし興奮しやすい荒くれ者の性格はやはり時々顔を出す。敵にとっては恐るべき存在だが、勇敢なのか命知らずなのか、どうやら本人にもわかっていないらしい。
スノージョブ / Snow Job
声 - 喜多川拓郎、飯塚昭三（劇場版） / 英 - ロブ・ポールセン
G.I.ジョーの北極警備隊員。
本名：ハーラン・ムーア
特技：スキーパトロール、ライフル射撃教官
出身地： バーモント州（日本語版：ノルウェー）
オリンピックのバイアスロン競技の選手で、ゴールドメダリスト。数々の輝かしい記録を打ちたて、その技能を買われて陸軍の技術兵員となったが、さらに自分の可能性を試すためにG.I.ジョーチームに志願した。どんなことでもスキーをはいて実行でき、なかでもライフル射撃はほとんど人間技とは思えないほどである。猛スピードで滑走しながら、長距離射撃の技術で、コブラのヘリコプターを狙撃するその様は「これは芸術だ」と言われるほどである。
トルペード / Torpedo
声 - 幹本雄之 / 英 - マイケル・ヤマ
G.I.ジョーの特殊潜水隊員。
本名：エドワード・レイアロハ
特技：スキューバーダイビング
出身地： ハワイ州・オアフ島
認識番号：RN946775409
階級： CWO-4（准尉4級）
軍種： アメリカ海軍
スキューバーダイビングの指導員をしていた。また19歳までに武術拳、拳法、剛柔流空手という、いずれも技として取得するのは難しい3種類の格闘技で黒帯を取った。さらにナイフテクニックや各種武器の扱いについて、特殊訓練学校で身につけた。ものすごいエネルギーと技を持つ。自分に厳しい菜食主義者でもある。難易度の高い任務を、強い意思でなしとげられるよう、休日はすべて修練に明け暮れている。中でも射撃の訓練には特に力を注いでいる。
トリップワイヤー / Tripwire
声 - 鈴木勝美 / 英 - ロブ・ポールセン
G.I.ジョーの鉱物調査員。
本名：ターマッド・スクッグ
特技：鉱物探索、爆発物処理
出身地： ミネソタ州・ヒビング（日本語版：キューバ）
鉱物を調査すると同時に、爆発物や地雷の処理にも特殊技能を発揮する。変わった経歴の持ち主で、横須賀の海軍基地にあるハイスクールに通っていたが、破天荒な行動が問題となり中退してしまった。その後2年ほど禅寺で人生修行のためガマンしてみたが、持ち前の性格からどうにも落ちつけず、19歳の時、G.I.ジョーチームの存在を知り、志願した。彼はいつも陽気で、まわりの人を楽しい気分にさせるが、こと爆発物に関しては冷静そのものになる。鉱物調査と併せ、自分の天職だと彼は信じている。
ワイルドビル / Wild Bill
出身地： テキサス州
テンガロンハットを愛用するメンバー。

#### 1984年登場
ブロートーチ / Blowtorch
出身地： フロリダ州・タンパ
カッター / Cutter
出身地： カンザス州
認識番号：RA403540688
階級： O-2（中尉）
軍種： アメリカ沿岸警備隊
ディープシックス / Deep Six
本名：マルコム・ウィロビー
特技：潜水
出身地： メリーランド州・ボルチモア
認識番号：RA226960917
階級： E-5（二等兵曹）
軍種： アメリカ海軍
マット（TV日本語版はファウンド） / Mutt
出身地： ニュージャージー州
愛犬ジャンクヤード付き。
レコンド / Recondo
出身地： ウィスコンシン州
リップコード / Rip Cord
出身地： オハイオ州
ロードブロック / Roadblock
声 - 笹岡繁蔵（TV版）、郷里大輔（劇場版） / 英 -  キーン・ホリデイ
G.I.ジョーの重機関銃手。
本名：マービン・F・ヒントン
特技：料理
出身地： ミシシッピ州・ビロクシ（日本語版：フランス）
美食家料理人として世に出ることを夢に見て、フランスの有名な料理学校「エスコフィエ」で学ぶために用心棒をしながら学費をためた。念願の入学が実現しようという時、軍から「必ず一流のシェフに育てるから」と説得され入隊したが、軍の料理技術は彼を失望させた。彼はすぐ歩兵部隊に転属、料理できたえるはずの腕を、銃器の扱いに使い初めた。用人棒をしていた時の腕力は充分にものを言い、重兵器を使わせたらチームでNo.1。時々はチームのために料理の腕もふるう。
スピリット（TV日本語版はグレイ） / Spirit
本名：チャーリー・アイアンナイフ
特技：追跡者
出身地： ニューメキシコ州・タオス・プエブロ
ネイティブ・アメリカンのメンバー。言語版ではネイティブ訛りの英語で話す。ハクトウワシ・フリードム付き。
サンダー / Thunder
出身地： ケンタッキー州
スパークズ / Sparks
本名：アレッサンドロ・ヴェルディ
出身地： イタリア・カルカレ
シャープ大佐 / Colonel Sharp
声 - ? / 英 - ロバート・デヴィッド・ホール
本名：ワーウィック・J・シャープ
出身地」 デラウェア州
認識番号：RA 841-15-3795
階級： 0-6、大佐
ショーン・コリンズ / Sean Collins
出身地： カリフォルニア州・ローズビル
クリムゾンガード・フレッド一世の実の息子。そして元クリムゾンガードのウェイド・コリンズ（フレッド二世）の義理の息子。数年後、ショーンは嵐影忍者「カマクラ」になる。

#### 1985年登場
フリント / Flint
声 - 大塚芳忠（TV版）、広瀬正志（劇場版） / 英 -ビル・ラトナー
G.I.ジョーのサブリーダー。
本名：ダシェル・R・フェアボーン
特技：戦略家、ヘリコプターパイロット
出身地： カンザス州・ウィチタ（日本語版：イギリス）
認識番号：307-62-4107
階級： WO-2（准尉2級）
軍種：陸軍
英文学の博士号を持ち、学者の道にある日突然興味を無くし、チームに合流した。学校ではすべて首席を通した彼は、優秀な戦略家でもある。行動は大胆、しかも計画的。かつてコブラ基地からの人質救出戦では多大な功績を上げている。救出された者の証言では、「コブラの要塞で絶望状態にあった我々が見たのは、すさまじい戦いのあとドアが破られ、たちこめる煙の中から真っ先にあらわれたのはフリントだった。戦いの影を見せない素晴らしい笑顔で、彼はこともなげに“さあみんな、家へ帰ろうぜ”」と言ったとのこと。
マーベル・コミック版ではG.I.ジョー除隊後はレディJと結婚。しかし、レディJを殺害されて復讐者となり、G.I.ジョーとは距離を置いている。
コードネームは脚本家のフリント・デイルから。
レディJ / Lady Jaye
声 - 浅井淑子 （劇場版） / 英 - メリー・マクドナルド＝ルイス
本名：アリソン・R・ハート＝バーネット
出身地： マサチューセッツ州・マーサズ・ヴィニヤード
認識番号：853-71-6749
階級： E-4（伍長）
軍種：陸軍
G.I.ジョーのサブリーダーであるフリントのパートナーにして恋人。槍投げの達人。デストロの遠戚。
エアタイト / Airtight
出身地: コネチカット州
アルパイン / Alpine
出身地: アイダホ州
バーベキュー / Barbecue
声 - 喜多川拓郎
出身地： マサチューセッツ州
消防車で現場に急行する時の興奮と、斧を振るう刺激を求めて消防士になったという経歴を持つ。ボトルの栓を歯でこじ開ける変人で、放水銃を装備。アニメでは刑務所を改築した家に暮らしている。
バズーカ / Bazooka
出身地： ミネソタ州
クランクケース / Crankcase
出身地： カンザス州
ダスティ / Dusty
声 - 若本規夫 / 英 - ニール・ロス
出身地： ネバダ州
砂漠でのサバイバル術を得意とする。顔に迷彩模様を描いている。
フットルース / Footloose
出身地： インディアナ州
フロストバイト / Frostbite
声/英 - クリス・ラッタ
スノーキャットドライバー。
本名：ファーレイ・スワード
特技：モーター車輛運転
出身地： アラスカ州
アラスカの辺地で生まれた。夏の間はうわさでしか存在しない。一時期、送油管の工夫として働いたが、氷点下40度以下の厳しい条件下での単調な仕事にあきあきしていた。その後G.I.ジョーチームに入った彼は、極地の安全を守るため、スノーキャットドライバーとなった。常にクールな性格（もし彼のスノーキャットが故障し、5秒でも外へ出ていれば、たちまち素肌が凍ってしまう環境だから、パニックなどになっていられないからである）。
ヘビーメタル / Heavy Metal
出身地： ニューヨーク州
キールホール中将 / Keel-Haul
本名：エベレット・コルビー
出身地： バージニア州・シャーロッツビル
認識番号：672-38-4202
階級： O-9（中将）
軍種： アメリカ海軍
ニミッツ級航空母艦フラッグの艦長。
クイックキック / Quick Kick
声 - 喜多川拓郎 / 英 - フランソワ・チャウ
本名：マッカーサー・伊東（いとう）
出身地： カリフォルニア州・ロサンゼルス
上半身裸にして裸足で活動をする空手師範。大阪弁で喋る（劇場版では標準語）。日本人の父親と韓国人の母親を持つ混血児。少年時代は友達に恵まれず、孤独な時が多かった。バスケットボールが好きで、プロ野球選手を夢見たが、背が低すぎるため断念。その悔しさを格闘技にぶつけた結果、テコンドー・剛柔流空手・南派蟷螂拳・太極拳刀術・詠春拳を習得した。ハリウッドでスタントマンをしていたところをG.I.ジョーチームに誘われ、入隊する。大型手裏剣を投げる技・「カンフー大三元（カンフーだいさんげん）」も使用する。
サージェント・スローター / Sgt. Slaughter
声 - 島香裕（劇場版） / 英 - サージェント・スローター
出身地： サウスカロライナ州・パリスアイランド
認識番号：817-76-981
階級： E-7（一等軍曹）
軍種：アメリカ海兵隊
G.I.ジョーの鬼教官。スローターハウスと呼ばれる訓練基地を構え、新兵や再特訓の必要なメンバーを「パーフェクトに」鍛え上げる。自身の戦闘能力も数十体のコブラB.A.T.（戦闘アンドロイド兵士）を単身で破壊しつくすなど常人離れしており、その指導力もあいまってコブラエンペラー・サーペンター創造の際にはそのDNAを狙われるが、有能な対抗馬の誕生を疎んじたコブラコマンダーの差し金で合成は阻まれ、結果としてサーペンターは指導者としての資質を幾分欠いた形で誕生することとなった。
実在のプロレスラーであるサージェント・スローターがモデルであり、アニメでも本人が声を演じ、また劇場版以降のテレビシリーズではホスト役も勤めている。
シップレック / Shipwreck
声 - 笹岡繁蔵 / 英 - ニール・ロス
G.I.ジョーの海洋警備隊員。いつも肩に相棒のオウム「ポリー」を乗せており、戦闘時にも連れている。
本名：ヘクター・デルガド
特技：機関技術
出身地： カリフォルニア州・チュラビスタ（日本語版：ポルトガル）
認識番号：924-92-5456
階級： E-7（曹長）
軍種： アメリカ海軍
チュラビスタで生まれ、サンディエゴ海軍基地の影響で育った。幼い頃から海軍にあこがれ、志願許可年齢になるとすぐ海軍に入った。厳しい訓練の後、海外勤務となる。メコンデルタの戦いでは、川を支配するならず者集団や密輸ギャングたちと体をぶつけあう白兵戦を繰り広げ、名を上げた。日本の勤務で横須賀にいたこともある。G.I.ジョーチームでも海洋警備の担当となった、海の男の代表といわれる男。荒っぽい印象だが、ちょっとキザで優しい性格の持ち主。特に女性に対してはその優しさを向ける。
トールブース / Tollbooth
出身地： アイダホ州

#### 1986年登場
ビーチヘッド / Beach Head
声 - 田原アルノ（劇場版） / 英 - ビル・ウィリアム・キャロウェイ
出身地： アラバマ州
覆面の兵士だが、スネークアイズと違い目の部分を露出している。劇場版では新米兵士たちの教官を務め、ファルコンやジンクス、トンネルラットらを訓練し立派なG.I.ジョーに育て上げた。それぞれ強烈な個性を持つ新米隊員たちに手を焼いていた。
クレイモア / Claymore
出身地： バーモント州
クロスカントリー / Cross-Country
出身地： ノースカロライナ州
ダイルトーン / Dial Tone
出身地： オレゴン州
ザ・フリッジ / The Fridge
本名：ウィリアム・ペリー
出身地： サウスカロライナ州
アイスバーグ / Iceberg
出身地： テキサス州
レザーネック / Leatherneck
出身地： ネブラスカ州
ライフライン / Lifeline
出身地： ワシントン州・シアトル
リフティケット / Lift-Ticket
出身地： オクラホマ州
ローライト / Low-Light
出身地： ノースダコタ州
メインフレーム / Mainframe
声 - 田中和実（劇場版）
出身地： アリゾナ州
サイファイ / Sci-Fi
出身地： モンタナ州
スリップストリーム / Slip Stream
出身地： ユタ州
ウェットスーツ / Wet Suit
出身地： サウスカロライナ州

#### 1987年登場

##### ローハイド / Rawhides
ファルコン中尉 / Lt. Falcon
声 - 森功至 / 英 -ドン・ジョンソン（劇場版）
本名:ビンセント・R・ファルコーン
出身地： ノースカロライナ州・ファイエットビル
デュークの異父弟。G.I.ジョー編入以前は第二世代グリーン・ベレーである米陸軍第五特殊空挺部隊（5th SFGA）に所属しており、「青い隼」と呼ばれた。謹厳な兄と違い、明るくお調子者な性格だが、それはコンプレックスの裏返しでもあった。劇場版の主人公として初登場し、大きく成長する。当初は自分の能力へのうぬぼれがあり、怠慢な性格と非常に困ったキャラクターだったが、サージェントスローターの下で訓練し、すばらしいG.I.ジョーとして目覚め、ゴロブュラスとの決戦に臨む。
ジンクス / Jinx
声 - 小山茉美 / 英 - 阿久根修子
本名：キム・嵐影（-あらしかげ）（日本語版は嵐影奇美（あらしかげ きみ））
特技：忍者
出身地： カリフォルニア州・ロサンゼルス
ストームシャドウの従姉妹。嵐影流忍術の使い手である女忍者で、棒術に長ける。師匠を暗殺して逃げたとされるストームシャドウを追ってG.I.ジョーに入隊した。
ビッグロッブ / Big Lob
声 - 中田和宏（劇場版）
出身地： イリノイ州・シカゴ
高い運動能力を誇り、スポーツ実況風の口調で喋る。
チャックルズ / Chuckles
声 - 台詞無し（劇場版）
出身地： アーカンソー州
ロウ / Law
出身地： テキサス州
相棒は警察犬のオーダー。
トンネルラット / Tunnel Rat
声 - 田中和実（劇場版）
本名：ニッキー・李（リー）
出身地： ニューヨーク州・ブルックリン区
家系にアイルランド・スペイン・インドの支流も持っているトリニダード系チャイニーズ。ほとんどのNATO小銃と小型爆弾の扱いに長ける。フォート・ベニングのレンジャーコースで鍛えられ、グレナダ侵攻作戦で技術力を開花させた。明るい性格で、ファルコン以上にお調子者。
キャラクターモデルは原作者ラリー・浜。

##### レネゲード / Renegades
レッドドッグ / Red Dog
出身地： アメリカ領サモア・パゴパゴ
元プロフットボールチームのチームメイトだったが、粗暴さが災いしてチームを追い出され、後にG.I.ジョーに入隊。棍棒が武器。
タウラス / Taurus
出身地： トルコ・イスタンブール
元はサーカス団員だったが、アクロバットの際に棍棒を何本も壊してしまい、団を追われてG.I.ジョーに入隊した。蛮刀が武器。
マーサー / Mercer
出身地： ウェストバージニア州
元はコブラのメンバーだったが、改心してG.I.ジョーに入隊した。格闘戦に長ける。

### コブラ /Cobra
世界征服を目的に暗躍する悪のテロリスト集団。共通の号令は「コ〜ブラ〜!!（Cobra!!）」
コブラコマンダー / Cobra Commander
声 - 田中亮一（TV版）、中尾隆聖（劇場版） / 英 - クリス・ラッタ→スコット・マクニール（新シリーズ途中から）
世界征服を企む、コブラの司令官にしてマッドサイエンティスト。マスクで素顔を隠している。前半は鉄の仮面で素顔を隠していたが、後半からは覆面に変わった。
日本版のTVシリーズでは、田中亮一のアドリブもあってか語尾に「～でおじゃる」を付けるなど、公家のような口調で喋る（そのため、G.I.ジョーからは「おじゃる野郎」などと呼ばれることも）。また、同様に日本語版ではマスクを付けている時は声に金属的なエフェクトがかかっている（原語版と劇場版の吹き替えではエフェクトは無い）。
本名：不明
特技：情報活動、革命戦略家
出身地： アメリカ合衆国（原作版）、ヒマラヤ山脈・コブララ（アニメ版）
コブラの中で絶対の権力を持つ人物で、目的は世界中の富や全ての資源の支配。力で部下を支配し、完全な忠誠を要求している。革命と混乱による世界の支配を主な戦術とし、世界各地で発生した事件や反乱の多くは彼の司令によるものである。特に科学者や政治家の行方不明事件にはいつも深く関わり、政治的、あるいは科学開発などのトップシークレットまで手中にしている。策略に長け、組織を巨大化している彼はまさに世界で最も危険な男と言える。しかし、指揮能力は高いとは言い難く、バロネスなどの一部を除く部下からもあまり信頼されていない。鉄仮面からはガスを噴出可能。第二シーズンにおいて、コブラコマンダーの指揮能力のあまりの酷さにコブラの将来を悲観したマインドベンダーの作ったサーペンターにコブラ指導者の座を奪われる。そのためサーペンターとは反りが合わない。劇場版にて、コブララと呼ばれる爬虫類の要素を持つ地球先住民族の一人であり、実験中の事故によって顔に複数の目が生じる深い傷を負ったのが原因で仮面を被るようになったことが明らかとなる。そしてコブララの地球支配の尖兵として送り込まれ、コブラを結成した。後にコブララの裁判で連戦連敗およびサーペンターへの裏切り行為の責任を問われ、カビキノコの胞子によって文字通りコブラにされサーペンターのペットとされてしまうが、その後のTVシリーズでバロネスによって元の姿に戻り、逆にサーペンターをナウガハイドのペットのイグアナと合成された姿に変えてコブラの実権を握った。戦闘では自らも出撃するなどかなりの行動派であるが、あっさり返り討ちに合うのがほとんどである（OPでも乗ったヘリを撃破されている）。なお出撃・退却する際などに毎度発せられる「コ〜ブラ〜!」という雄叫びは本作における定番かつ名台詞である。
マーベル・コミック版では善良な妻と2人の息子を持つ一セールスマンを前身とし、スネークアイズが家族を失った交通事故で兄・ダンを失っている。兄がアメリカに精神を崩壊させられた挙句事故死したことと、その原因を作ったベトナム戦争、さらには自身の長男の死によって国家への復讐心と狂気に取り憑かれる。その後はファイアーフライとザルタンを雇い、ザルタンにスネークアイズを暗殺させようとする。しかし、結果的に嵐影忍者団の頭領・ハードマスターの命を奪う形となってしまう。そして、デストロ・バロネス・ザルタン・ファイアーフライらと結託してコブラを結成した。
バロネス / Baroness
声 - 達依久子（TV版）、浅井淑子（劇場版） / 英 - モーガン・ロフティング
コブラの女スパイで変装の名人。デストロとは相思相愛の仲。
本名：アナスタシア・シサロフナ・デコブレイ
特技：情報工作、飛行機の操縦
出身地：不明
ヨーロッパ貴族の末裔として勝手気ままに育てられた彼女は、学生運動に身を投じ過激派として活動、あげくの果てに国際テロリストになった。激しい気性はまさにコブラにうってつけであり、現在は将校になるまでに出世している。彼女は夜間戦闘中に顔に大火傷を負って整形手術を受けている。噂では、デストロの正体を知るただ一人の存在といわれている。彼女は銃器の扱いに慣れ、戦車まで乗りこなす男勝りであるが、唯一の弱味といえば、コブラコマンダーとデストロのどちらに忠誠を尽くすべきか悩んでいること。デストロが自分と別れ、ザラーナを新しい恋人にしたことに嫉妬し、復讐のためにコブラコマンダーを元に戻した。原語版ではヨーロッパ訛りの英語で喋る。
マーベル・コミック版では人道主義者の兄・ユージン・デコブレイ（故人）がいた。兄の理不尽な死がきっかけで軍への不信感を募らせ、国際テロ活動に参加するようになった。
因みにバロネスとは「女男爵」、つまり男爵の地位を授けられた女性の称号である。
ストームシャドウ / Storm Shadow
声 - 江原正士（TV版） / 英 - キーオン・ヤング→スコット・マクニール（新シリーズ）
コブラ忍者。
本名：トーマス・嵐影（-あらしかげ）（日本語版は嵐影富三郎（あらしかげ とみさぶろう））
特技：忍術、剣術、格闘技全般
出身地： 日本
スネークアイとかつての同志にして、共に修行した兄弟弟子だったが、あることが原因で二人の仲に亀裂が入り、それ以来、姿を暗ます。その後、コブラの一員となり彼の命を狙うようになる。三十代も続く忍者の家系。いかなる苦痛、困難にも耐えうる修行を積み、いつでも冷静に戦うことができる。十字手裏剣・長弓・日本刀・ヌンチャクの達人であり、5種類の格闘技（詳細不明）を使いこなし、全て8段の腕前。また、戦車を突きの一撃で破壊するなど戦闘能力は高く、得意技は相手に向かって手裏剣を同時に三つ投げつける「忍法木の葉返し（にんぽうこのはがえし）」。礼儀正しく、卑怯な手段を使わず正々堂々と戦うことを好む。また、一時期G.I.ジョーに所属していたこともあったが、コブラの策略によって強い悪の思想を植え付けられて再びコブラ側に付く。刺青は周易下経三十四卦の一つ「既済（きせい）」。
メジャーブラッド / Major Bludd
声 - 江原正士（TV版） / 英 - マイケル・ベル
コブラに雇われし独眼の傭兵。左目に眼帯を装着している。
本名：セバスチャン・ブラッド
特技：戦略考案、テロリスト対策
出身地： オーストラリア・シドニー
初めて軍隊のトレーニングを受けたのはオーストラリアの特別空軍で、その後、フランスの外人部隊に入ったり、いろいろな国で起きた紛争の中にとび込み軍事アドバイザーとして世界各地を渡り歩いてきた、歴戦の軍略専門家。あまり感情を露わにしないが、「気分のウジウジする時には、お前のUZI（サブマシンガン）で吹っとばせ、敵さんに楽しいジャンプやダンスを教えてやろうぜ、可愛いナマリ玉で」といった具合に詩をつくるブラックジョークの男。日本語版では不気味なイントネーションで喋る。
劇場版ではOPで撃墜された後、本部でのシーンに登場するが、その後まったく姿を見せなくなってしまう。
ファイヤーフライ / Firefly
声 / 英 - グレッグ・バーガー
コブラの破壊工作員。
本名：不明
特技：妨害工作、暗殺、破壊
出身地：不明
誰もその正体を知らない。名前はもちろんのこと、出生経歴、そして本当の素顔さえ知られていない。彼が過去にやりとげた仕事（破壊活動）だけが彼の名をいやがうえでも人々の記憶に残させている。彼が目的地へ侵入し、そして去って行く姿を見ることさえできない。だが彼の立ち去ったあとには、徹底的な打撃と破壊活動の結果が残されている。実はコブラコマンダーでさえ、ファイヤーフライの正体については詳しくは知らない。彼の工作料は前払いでスイス銀行の秘密の口座に振り込まれる。元々「無面（フェイスレス・マスター）」という甲賀流忍者。
コッパーヘッド / Copperhead
出身地： アメリカ合衆国・フロリダ州・エバーグレーズ
スクラップアイアン / Scrap-Iron
ワイルドウィゼル / Wild Weasel
声/英 - パット・フレイリー
コブララトラーパイロット。
本名：不明
特技：地上援軍パイロット
出身地：不明
過去10年間に、南米およびアフリカで、生き残る術を身につけてきた。彼の援軍知識は、にわか仕立ての民間機から、超芸術的な空飛ぶ武器格納庫と呼べるものまでと幅広い。機銃掃射の中の走行の際に口に傷を受けており、それが彼の特徴的な歯の間から音が抜けるような喋り方の原因だと噂されている。仲間曰く、「奴は草むらに潜み、後ろから撃つ卑劣な人間かも知れん。だがあいつは操縦がメチャ上手い。多少のことは目をつむらんとな」とのこと。
ドクターマインドベンダー / Doctor Mindbender
声 - 島香裕（劇場版） / 英 - ブライアン・カミングス
サーペンターを作ったコブラの科学者兼主任尋問官であり、コブラの頭脳とも言うべき人物。第2期シリーズからの登場で、日本では劇場版でしかその姿を確認することができない。とても科学者とは思えない筋骨隆々とした肉体をしている。また服装も奇抜。スキンヘッドに片眼鏡が特徴。かつては歯科医師だったが、自ら患者の痛みを和らげるべく行われるはずだった電磁波治療の披験体となり、その影響によって嘘つきで憎たらしい凶悪な性格の持ち主になった。その技術を転用し、強靭な精神を作り上げるポータブル・ウェポンシステムを完成させた。
サーペンター / Serpentor
声 - 広瀬正志（劇場版） / 英 - ディック・ゴーティエ
出身地： アメリカ合衆国・スプリングフィールド
コブラの皇帝たるべく、ドクターマインドベンダーがナポレオン・ボナパルト、チンギス・カン、アレクサンドロス3世、ガイウス・ユリウス・カエサル、アッティラ、ピリッポス2世、イヴァン4世、ヴラド・ツェペシュ、ハンニバル、グリゴリー・ラスプーチン、赤毛のエイリーク、モクテスマ2世、ジェロニモ、タクシャカなど歴史上の征服者・独裁者の遺伝子を合成して生み出した人造人間。蛇をモチーフにした独特のコスチュームを身に纏う。本来は孫武とスローターの遺伝子も組み込まれる予定だったが、コブラコマンダーの密かな妨害工作により果たされず、精神面の安定を幾分欠いた形で誕生することとなった。しかしそれらを補って余りある凶暴性と戦闘力でコマンダーからコブラの最高指導者の座を奪った。戦闘時には両肩に乗っているコブラを杖のようにして近接戦闘を行う他、投擲用武器としても使用。さらにホバーバイクにもなる玉座・エアーチャリオットに乗って出撃する。「これが俺の命令だ!」と「コブラ、ラ、ラ、ラ!」が口癖。自分に組み込まれた遺伝子の持ち主である人物に関係する品や場所に近づくとパワーアップし、顔がその人物のものに変わる（場所・物によって異なる）。
マーベル・コミック版では優れた指導力と戦略によってコブラ内での支持を拡大させるも、ザルタンによって暗殺される。
ドクターベノム / Doctor Venom †
スカーフェイス / Scar-Face †
クレイ・ムーア少尉 / Lt. Clay Moore
出身地： アメリカ合衆国・ミシガン州
ビッグボア / Big Boa
クロクマスター / Croc Master
クリスタルボール / Crystal Ball
出身地： ルーマニア社会主義共和国
千里眼を持つロマ人の父とメーン州・バンゴー出身の母を持つコブラの催眠術師。古代ジプシーの伝承において神秘的な能力を持つとされてきた7人兄弟の末っ子であり、相手の心を読んだり、水晶球を吊るした糸を回して相手に催眠をかけることができる。
バイオグラフィー設定は息子がG.I.ジョーファンのスティーブン・キングが描き下ろした。
ラプター / Raptor
デシメーター / Decimator
オーバーロード / Overlord
ベイパー / Vapor
セスプール / Cesspool
本名：ヴィンセント・D・アリーヴァ
元は巨大石油化学工業グループのCEOだったが、裏ではコブラと結託していた。環境保護主義者に自社の安全性をアピールする見学ツアーの際、G.I.ジョー自社工場に突入したことが原因の事故で工場廃液の中に落ちてしまい、その影響で醜い顔になった。それを環境保護主義者たちのせいと思い込み、コブラに正式加入。地球上すべての美しいものを醜く破壊しようとする。火炎放射器とチェーンソーが武器。
本名は当時のハズブロのG.I.ジョー部門の統括部長から。
インテロゲーター / Interrogator
オーバーキル / Overkill
スカイクリーパー / Sky Creeper
ダイス / Dice
スライス / Slice
グリスル / Gristle
バイプラ / Vypra

#### ドレッドノック /Dreadnoks
コブラと結託する傭兵部隊。
ザルタン / Zartan
声 - 仁内建之（TV版）、沢木郁也（劇場版） / 英 - ザック・ホフマン
ロックバンドKISSに似たメイクをしたコブラの遊撃隊ドレッドノックの首領。
本名：不明
特技：変装
出身地：不明（ フランス・ニースの噂）
ならず者集団・ドレッドノックの首領。皮膚の色を自由に変えることができる不思議な体質を持ち、周囲の色に身体の色を同化させてしまうこともできる。同時に変装の名人であり、どんな人間にも化けてしまうが、直射日光を嫌い、日光を浴びると体色を紫色に変色させて苦しむ（一部の玩具でも、この設定はギミックの一つとして存在する）。また、感情が高ぶると体が赤く発光する。20ヵ国の言葉と方言を操り、身の軽さも尋常ではない。サーカスの軽業師なみで、数多くの武術もマスターし、強さも一流。素性や経歴は不明。人間だけではなく、動物にも変装可能。G.I.ジョーチームが密かに得た情報では、ヨーロッパの秘密組織で訓練を受けた男らしい。戦闘では弓矢を使用する。なおドレッドノックとコブラとは金による契約という金銭のみの繋がりだけで、ザルタン自身はコブラを間抜けな集団とみなしている。「ザルタン見参!」と言って登場し、敗北すると「ザルタン消滅!」と言いながら姿を消すのがパターン。音楽の才能にも優れており、ギターの演奏も得意。
劇場版では突然登場し、コブラコマンダーの指揮権を奪ったパイソナに最初は戸惑っていたが、巨大な宝石を見せられると態度を一変。その指揮下に入ることを承諾する。
マーベル・コミック版ではコブラコマンダーの依頼でスネークアイズを暗殺すべく刀鍛冶に変装し、トミー（後のストームシャドウ）の弓矢を奪ってハードマスターの死およびトミーの頭領殺しの嫌疑を生むきっかけを作った。サーペンター誕生後は彼を弓矢で暗殺している。また、デストロの人望にも惹かれている。
トーチ / Torch
声 - 伊井篤史（TV版）、阪脩（劇場版） / 英 - フランク・ウェルカー
本名：トム・ウィンケン
特技：不明
出身地： オーストラリア・ボタニー湾
ドレッドノック隊員。一言で言うと無教養で思いやりのない人殺しで、それほど手のつけられない男。14歳の時、少年院を脱走。以来、船乗りになって好き勝手な暮らしを続けてきた。すぐカッとなる性格で、ささいなことでも無意識のうちに手を出し、相手を傷つけてしまう。彼の単純で残酷な性格はどこへ行っても嫌われるが、何も感じてはおらず、盗んだ車を酸素アセチレントーチで焼き切ったり、手あたりしだい破壊することに楽しみを見つけている。まさに社会からはじき出されたならず者である。
ブザー / Buzzer
声 - 曽我部和恭、幹本雄之（TV版）、結城比呂（劇場版） / 英 - ニール・ロス
本名：ディック・ブリンケン
特技：不明
出身地： イギリス・ケンブリッジ
ドレッドノック隊員。非常に優秀な頭脳の持ち主で、ドレッドノックという恐怖の組織に入る前はケンブリッジ大学（日本版では、オックスフォード大学）で社会学の講師をしていた。一年間に渡るオーストラリアへの休暇旅行の後、長い間楽しみのない学者生活を送り、いつも社会人の模範のような顔をつづけることに疲れきってしまい、突然変貌する。現代文明とそれを支える人類の文化にやり場のない、歪んだ怒りを感じるようになり、鋭い歯を持ちチェーンソーを手にする凶悪な男となった。
リッパー / Ripper
声 - 若本規夫（TV版）、中田和宏（劇場版） / 英 - クリス・ラッタ
本名：ハリー・ノッド
特技：不明
出身地： オーストラリア・タスマニア島
ドレッドノック隊員。いろんな悪魔が住むといわれるタスマニア島の生まれで、中でも一番恐ろしい悪魔と噂されている人物。残酷なことでは右に出るものがいないほどの悪。彼の初めての悪事は、小学校時代に同級生のキャンディをおどし取ったこと。その後は少年院を出たり入ったりを繰り返し、大人になっても刑務所へ何度も入る生活を続け、どんどん悪くたくましくなっていった。欲の深さと性格の悪さで”切り裂き魔”と恐れられている。普通の生活をしている人々に何故か憎しみを感じ、ナイフを使うことに無上の喜びを感じている。
ザラーナ / Zarana
声 - 紗ゆり（劇場版） / 英 - リサ・ラッジォ
女スパイにしてドレッドノックの紅一点。ザルタンの妹。変装と持ち前の色気で情報を聞き出すほか、柔術や破壊工作にも長けている。後にデストロの恋人となるが、復権したコブラコマンダーとバロネスの怒りを恐れたデストロによって処刑された。しかし、後に生きていたことが判明。
劇場版では変装し、ファルコンを色気で誘惑しサーペンター救出を成功させた。
ザンダー / Zandar
声 - 田原アルノ （劇場版） / 英 - ピーター・カレン
ドレッドノック隊員でザルタンの弟。日本では放送されていない第2期シリーズ、劇場版に登場。劇場版に登場するが、活躍の場も台詞も無い。
モンキーレンチ / Monkeywrench
声 - （劇場版） / 英 - ニール・ロス
出身地： ウェールズ
ドレッドノックの1人。日本では放送されていない第2期シリーズ、劇場版に登場。
スラッシャー / Thrasher
声 - 田中和実（劇場版） / 英 - テッド・シュワーツ
出身地： ベルギー・ブリュッセル
ドレッドノックの1人。日本では放送されていない第2期シリーズ、劇場版に登場。厚い唇と出っ歯が特徴。黒髪に黄緑のメッシュが入っている。
ザンジバル / Zanzibar
出身地： ケイマン諸島
ナウガハイド / Gnawgahyde
出身地： 南アフリカ共和国
ドレッドノックの一員。イグアナを飼っており、サーペンターには反感を抱いている。デストロに捨てられたバロネスと組んでコブラコマンダーを元に戻し、サーペンター打倒に協力した。
ロードピッグ / Road Pig
出身地： アメリカ合衆国・ミシガン州
ドレッドノックの1人。鉄パイプにコンクリートブロックを付けたデザインのハンマーを愛用する。子供っぽい一面があり、メタルヘッドとは熊のぬいぐるみを取り合うなど凸凹コンビである。

#### クリムゾンガード /Crimson Guard
コブラコマンダーの親衛隊。
トマックス / Tomax
声 - 小室正幸（TV版）、田原アルノ（劇場版） / 英 -コーリー・バートン
出身地： コルシカ島
ザモットの双子の兄。資産家で弟と共に資金調達や施設開発を主に行う。双子としてのテレパシーが常人よりも強く、どちらかがダメージを受けると、もう一方もダメージを受けてしまう。卑怯でずる賢く、ザモット共々コブラコマンダーへの忠誠心はあまり高くない。
ザモット / Xamot
声 - 若本規夫（TV版）、小室正幸（劇場版） / 英 - マイケル・ベル
出身地： コルシカ島
トマックスの双子の弟。兄同様、卑怯でずる賢いが兄思いな一面も兼ね備えている。
クリムゾンガード / Crimson Guard
コブラの赤い衛兵。
フレッド七世 / Fred VII †
クリムゾンガード・イモータル / Crimson Guard Immortal
クリムゾンガード・コマンダー / Crimson Guard Commander

#### コブララ /Cobra-La
氷河期到来以前に地上に巨大な超文明を誇っていた爬虫類人種の王国。コブラを陰から操っており、サーペンターの誕生にも関与していた。
ゴロブュラス / Golobulus
声 - 飯塚昭三（劇場版） / 英 - バージェス・メレディス
コブララ王国の長老。不気味なゴーグルを右目に付けており、蛇を思わせる下半身を巨大な昆虫の体内に収納している。指揮棒を愛用している。
パイソナ / Pythona
声 - 吉田理保子（劇場版） / 英 - ジェニファー・ダーリング
コブララの女戦士。鋭い爪から硫酸を分泌し、小形の怪生物を投擲武器として使用する。生物を退化させる胞子を散布するコブララの主力兵器・カビキノコの胞子を飛ばすために必要なエネルギーを補充するため、強力なエネルギーを秘めた装置「ブロードキャストエネルギー・トランスミッター」の強奪をサーペンターに依頼する。
ネメシス・エンフォーサー / Nemesis Enforcer
声 - ピーター・カレン（劇場版）
背中に翼を生やしたコブララの戦士。両腕に備えた牙が武器で、特殊な胞子とパイソナと同様の怪生物を用いた投擲で相手に目潰しを仕掛ける。
コブララ親衛隊 / Royal Guards
コブララの親衛隊。蛮刀が武器で、奇怪な鳴き声と共に相手に襲いかかる。

#### アイアン・グレネーダー /Iron Grenadiers
武器メーカー・MARS（マーズ）社の実戦部隊。社長のデストロ自らが指揮しており、世界各地で武器の需要を増加させるべく戦闘工作を行う。
デストロ / Destro
声 - 小室正幸（TV版）、郷里大輔（劇場版） / 英 - アーサー・バッガード、モーリス・ラマーシュ（新シリーズ）
コブラ軍団に最新の兵器を提供する死の商人。
本名：ジェームズ・マッカレン・デストロ二十四世
特技：兵器調達、テロリスト
出身地： スコットランド
絶対に顔を人前にさらさず、代々武器商人の家系で代々家に伝わる銀の戦闘仮面を顔に付け、コブラコマンダーと密接に繋がっている。また彼はMARS（兵器研究システム）という武器メーカーの黒幕でもある。世界中の気に入った場所で金にあかした豪華な生活を楽しむことが望みで、そうした生活を手に入れるためなら手段を選ばない。戦いやコブラの破壊活動を理想とする。G.I.ジョーチームのパワーも評価しているが、平和を愛する彼らを許せず、その破壊欲をG.I.ジョーに向けている。先祖は邪神崇拝の疑いをかけられて生涯仮面を被らされたため、その屈辱を忘れないように自らも仮面を被っている（ただし、先祖が被っていた仮面はデストロの被っている仮面とはデザインが異なる）。後にMARSの戦闘工作部隊であるアイアン・グレネーダーを結成し、その際に自身の戦闘仮面を金色のものに替えている。
コブラコマンダーのことは「親愛なるコブラコマンダー」と呼ぶなど立てている節も見られるが、内心ではコブラの実権を握ろうと画策している（ただし、彼の醜い素顔は恐れていた）。そのためたびたびコブラコマンダーに批判的な意見を投げかけたり、反乱を起こしたりする。また、サーペンター登場以降はコブラコマンダーを見放している。バロネスと恋仲だったが彼女と別れザラーナに乗り換える。それが結果としてコブラコマンダーの復権に繋がった。その後は処罰を恐れてコブラコマンダーに忠誠を誓い、以前のような野心を覗かせることは無くなった。コブラコマンダー同様、日本語版では仮面を被っている間は声にエフェクトがかかっている（こちらも原語版・劇場版の吹き替えでは無い）。
マーベル・コミック版ではかつて武器商人として他国に武器を売りさばき、その罪で生涯仮面を被らされた先祖のことを忘れぬよう鉄仮面を被っており、それを家訓としてか必要とあらば敵味方関係なく武器を売る姿勢も見せるなど、商人としてもかなりのやり手。また、ユージン暗殺容疑をかけられたスネークアイズを弁護したのも彼である。その手腕から人望は厚く、味方のザルタンばかりか、G.I.ジョーのフリントやレディJからも一目置かれている。
ボルター / Voltar
ダークロン / Darklon
メタルヘッド / Metal-Head
出身地： メリーランド州
背中のバックパックや太もものホルスターチューブに対戦車ミサイルを搭載したアイアン・グレネーダーの一員で、黄色いレンズの照準装置搭載ゴーグルがトレードマーク。熊のぬいぐるみを好むなどコミカルな一面があり、実はおばあちゃんっ子。ギターの演奏が得意で、G.I.ジョーのグリッドアイアンとは高校の同級生。
アイアン・グレネーダー兵士 / Iron Grenadier
フェレット / Ferret
ナリファイアー / Nullifier
アナイヒレーター / Annihilator
ターガット / T.A.R.G.A.T.
ワイルドボアー / Wild Boar
アンダートー / Undertow

#### 兵士
コブラオフィサー / Cobra Officer
コブラの戦士たちを最前線で指揮する攻撃・防御共に、そして策略にも優れた将校たち。G.I.ジョーチームは彼らを”ジ・エネミー”と呼んでいる。情報収集や戦略戦術に非常にすぐれた能力を持っている。しかし、コブラの征服目的のために人類を犠牲にすることは平気で、人命を無視する悪のエネルギーに満ちている。このすさまじいパワーはG.I.ジョーにとっては手ごわい敵であり、地球の平和と未来にとっては非常に危険な存在。
コブラソルジャー / Cobra Soldier
声 - 仁内建之（TV版） 他
1人の固有名詞ではなく、優れた戦闘技術をそなえたコブラの隊員たちの総称。爆薬についての知識が豊富で、使い方も実に巧みである。また、様々な妨害工作も鮮やかな手口で素速く実行する。また格闘技もあらゆるものを身につけ、銃火器も自在に操る技術をもっている。彼らはコブラコマンダーに絶対の忠誠を誓っており、どんな指令にも命をかけて実行する。この世界を略奪的に征服し、自由勝手に生きることを最終目標に掲げている。
コブラヒスドライバー / Cobra H.I.S.S. Driver
年間何千人も採用されるコブラ隊員の中から最も優秀な人間が選ばれ任命されるコブラヒスのドライバーたち。その基準は、肉体的な強さとコブラへの貢献度によって決められる。同時にコブラ兵学校、最新武器システム訓練はもちろん、ジャイロコプターの免許も取得していなければならず、さらにコブラ及びG.I.ジョーの武器全てについての知識を必要とする。いわばコブラ隊員のエリートと呼べる存在。G.I.ジョーの破滅を誓い、日夜訓練に励んでいる。
コブラナイトアタッカードライバー / Cobra Stinger Driver
全員が将校の資格を持つコブラナイトアタッカーのドライバーたち。運転技術の確かさのほか、的確な判断と瞬時の決断を要求され、戦闘状況に応じて部下の行動や兵器の配備に命令を出す。ヒスドライバーと同様コブラ兵学校を卒業、最新武器システム訓練を習得する。さらにコブラ上級士官学校を卒業して1年間の実地演習を受けなければならない。この間に実戦的訓練を行ない精神と肉体を鍛え上げる。ここで半数以上は落ちこぼれてしまうため、残った者たちはエリートといえる。全世界征服を目指し、固い団結力で結ばれている。
イール / Eel

ハイドロバイパー / Hydro-Viper
潜水工作のスペシャリストで高度の知識とテクニックをもつ、水の中に入ると急に元気になるカエルのような男である。
ランプレイ / Lamprey
スノーサーペント / Snow Serpent
北極などの寒冷地で活動を行うコブラの兵士たち。
アイスバイパー / Ice-Viper
バット/ B.A.T.
コブラの戦闘アンドロイド兵士たち。
バート / Cobra BAAT
バイパー / Vipers
- エイバック / A.V.A.C.
- モーターバイパー / Motor-Viper
- ストラトバイパー / Strato-Viper
- テレバイパー / Tele-Vipers

声 - 結城比呂（劇場版） 他
コブラの通信兵。
- バイパーパイロット / Viper Pilot
- ジャイロバイパー / Gyro-Viper
- テクノバイパー / Techno-Viper
- アストロバイパー / Astro-Viper
- セクトーバイパー / Secto-Viper
- スターバイパー / Star-Viper
- トックソバイパー / Toxo-Viper
- エイロバイパー / Aero-Viper
- アリーバイパー / Alley Viper
- フラグバイパー / Frag-Viper
- ヒートバイパー / HEAT Viper
- ナイトバイパー / Night-Viper
- トラックバイパー / Track-Viper
- レーザーバイパー / Laser-Viper
- レーンジバイパー / Range-Viper
- ロックバイパー / Rock-Viper
- ソーバイパー / S.A.W.-Viper
- スラッジバイパー / Sludge Viper
- フラックバイパー / Flak-Viper
- ヘリバイパー / Heli-Viper
- ニンジャバイパー / Ninja-Viper
- バイオバイパー / Bio-Viper
- サイバーバイパー / Cyber-Viper
- メガバイパー / Mega-Viper
- モンストロバイパー / Monstro-Viper
- ナイトロバイパー / Nitro-Viper

シースラッグ / Sea Slug
ワームズ / W.O.R.M.S.
ナイトクリーパー / Night Creepers
デザート・スコルピオン / Desert Scorpion
インシニレーター / Incinerators
ナイト・バルチャー / Night Vulture
エアーデビル / Air Devil
トックソゾンビー / Toxo-Zombie
レッド・ニンジャ / Red Ninja
ブラックスター / Blackstar

### オクトバー・ガード /Oktober Guard
東側諸国出身のエキスパートたちで構成された特殊部隊。
イワン・ブレコフ大佐 / Col. Ivan Brekhov
声 / 英 - グレッグ・バーガー
出身地： ウクライナSSR・オデッサ
ダイナ / Daina
出身地： チェコスロバキア・オストラヴァ
ハラショー / Horror Show
声 / 英 - フランク・ウェルカー
出身地： グルジアSSR・トビリシ
シュトゥルモヴィーク / Stormavik
出身地： ロシアSFSR・モスクワ
王文雲 / Wong
声 / 英 - ニール・ロス
出身地： 中華人民共和国・新疆・ウルムチ市
ドラゴンスキー / Dragonsky
出身地： ロシアSFSR・モスクワ
シュレーゲ / Schräge
出身地： ドイツ民主共和国
レッド・スター / Red Star
出身地： ウクライナSSR・オデッサ
ビッグベアー / Big Bear
出身地： ロシアSFSR・アルハンゲリスク
ミハイル・ゴーリキー / Lt. Gorky
出身地： ロシアSFSR・アルハンゲリスク
ミーシャ・ズベンコフ / Sgt. Misha Zubenkov
出身地： ロシアSFSR・スモレンスク

### その他
ジェシー・クイン / Jesse Kwinn †
出身地： アラスカ州
認識番号：134-52-JK33
ヘッドマン / Headman
ヘッドハンター / Headhunters
ヘッドハンター・ストームトルーパー / Headhunter Stormtroopers
ハードマスター / Hard Master †
出身地： 日本
かつての嵐影流宗家頭領。スネークアイとストームシャドーの師であったが、ある時暗殺される。
マーベル・コミック版ではスネークアイズを狙ったザルタンの矢を運悪く受けて死亡したことが明かされた。
ナレーター
声 - 麦人（TV版）、千田光男（劇場版） / 英 - ジャクソン・ベック

## メカニック

### G.I.ジョー
スカイストライカー / Skystriker
最高飛行速度：2.2マッハ
搭載武器・武装：20mmバルカン砲（固定武装）、空対空ミサイル、空対地ミサイル、空対地爆弾
G.I.ジョーチームの主力戦闘機。モデルとなったのは、米海軍のF-14トムキャット戦闘機である。
フライングドラゴン / Dragonfly XH-1
バンプジープ / V.A.M.P.
最高速度：時速230km
最高登坂力：35°
装備：コンピューター連動7.64mmマシンガン、4.8lツインターボエンジン搭載
偵察から攻撃まで、道なき道を進む万能ジープ。合金ホイール使用のオフロードタイヤは路面を強力にグリップする。どんな弾をもはじくタフな超合金ボディーと軽快な操縦性はG.I.ジョーの乗員から高く信頼され量産が進められている。
ポーラーバルトベア / Polar Battle Bear
最高速度：時速50km
最高登坂力：35°
装備：ダブルマシンガン、ランページミサイル
極地の安全をコブラの破壊工作から守るためG.I.ジョーチームが開発した偵察用スノーモービル。極地の深い雪原は地上の乗り物を寄せつけないが、このポーラバトルベアは高出力エンジンと特殊ゴム製キャタピラによって力強く疾走する。
ラピッドファイアーバイク / R.A.M.
最高速度：180km
装備：ラピッドファイアーガン
サイドにラピッドファイアーガンを装備したアクションバイク。その威力は絶大で、その軽快な機動力と相まってコブラ隊員たちをおびやかす。コブラの攻撃をさけ速射砲を撃ちながらの運転は多少の技量を必要とする。
リトルハリー / Skyhawk VTOL
最高速度：時速450km
航続距離：800km
装備：ツイン20mmサンダークラップ砲、空対地ミサイル
コブラから平和を守るためG.I.ジョーチームが最新設計によって誕生させた垂直離着陸機。狭い場所での離着陸が可能で行動半径が広いのが特徴である。急旋回や方向転回が容易で空からの追跡や地上からの砲撃も軽くかわすことができる。
ウォルバリン / Wolverine
最高速度：時速85km
最高登坂力：40°
装備：12連地対地ミサイル
ミサイル装甲戦車。G.I.ジョーチームでも屈指の攻撃力と機動力を持つ。12連ミサイルが火を吹く時、コブラ軍団もなす術を知らず、ただ逃げまどうだけである。操縦性も抜群。強力なターボチャージ式エンジン搭載で道を選ばずにつき進む。
スノーキャット / Snow Cat
最高速度：時速80km
最高登坂力：40°
装備：超音波ミサイル、スキーミサイル
極地をコブラの侵略から守るためG.I.ジョーチームが開発した、超音波ミサイル搭載の雪上装甲車。厳寒の雪原地帯をハイスピードで駆け抜け、コブラを目掛けてミサイルを叩き込む。特に両サイドに載せたスキーミサイルは驚くほど強力な破壊力を持つ。
シルバーミラージュバイク / Silver Mirage Motorcycle
最高速度：時速180km
装備：レーザーガン、始動追尾型ミサイル
コブラの侵略に対抗するために生まれたレーザーガン搭載サイドカー。レーザーガンはオペレーターシートの乗員が操作をする。設計には、航空力学が取り入れられ、その走りは空気を切り裂くような迫力がある。

### コブラ
コブラヒス / H.I.S.S.
最高速度：時速80km
最高登坂力：40°
装備：90mmダブルキャノン砲
コブラの最高機密設計に基いてデザインされた歩哨タンクである。ハイパワーエンジンと超合金キャタピラが強力な駆動力を発揮し、強固な装甲と最新システムの90mmダブルキャノン砲は、コブラ隊員たちの戦闘を後方から強力に援護する。
コブラジャイロ / F.A.N.G.
最高速度：時速240km
航続距離：850km
装備：85mm速射機関砲、空対空熱誘導ミサイル、ネガトール爆弾
コブラ軍団の最新鋭完全武装ジャイロコプター。戦闘中のコブラ軍団を空から支援する役割を持つ。その軽快な操縦性と強力な武器をフルに使いG.I.ジョーチームを脅かす。見かけは小さなジャイロだが、G.I.ジョーチームにとっては大きな敵である。
コブラナイトアタッカー / Stinger
最高速度：時速225km
最高登坂力：35°
装備：地対空ロケット、V12ツインターボ4.6lエンジン搭載
夜襲4WDジープ。その名の通り夜間攻撃を最も得意とする。コブラの武器製造工場の中でも最新の技術が駆使されて完成した戦闘用ビークルで、後部に地対空ロケット4弾を装備する。
コブララトラー / Rattler
最高速度：M1.2
装備：40m/mツインキャノン、85m/mキャノン、PL-MK48爆弾、アイキャッチミサイル、コマンドミサイル、空対空ミサイル
コブラが誇る最強のハイパージェット。コブラの兵器開発技術の全てを結集し、最新のエレクトロニクス装置とコンピュータ制御システムを備える。数々の強力な武装をほどこしている。
コブラフェレット / Ferret
最高速度：時速180km
装備：強化エレクトリックサイドキャノン砲、コンバットミサイル
コブラの兵器開発技術の粋を集めたコブラ軍団自慢の四輪バイク。その4WDパワーは強烈で、どんな荒地も物ともしない。強力なキャノン砲を搭載したタフなバイクであり、G.I.ジョーチームにとって手強い存在。
コブラフライトポッド / Trubble Bubble Flight Pod
最高時速：時速150km
航続距離：500km
装備：対戦車用ミサイル、シングルマシガン、空中機雷
コブラが秘密偵察用に開発したジェット推進式の1人乗り襲撃機。主に偵察目的で使用されるが、頭上からの不意の攻撃はGIジョーチームにパニックを起こさせる。追従するリモートコントロール式の空中機雷も強烈な破壊力を持つ。

## スタッフ

### 第1期
- 原作 - ハズブロ、ラリー・浜（英語版）
- 制作監督 - ドン・ジャーウィッチ、サム・ワイス（66話 - 95話）
- 監督 - ダン・トンプソン（ミニシリーズ：1話 - 10話）、ジョン・ギブス（シーズン1：10話 - 65話）、テリー・レノン（シーズン1：10話 - 65話）、レイ・リー（シーズン2：66話 - 95話）
- クリエイティブディレクター - ジェイ・バカル
- 日本側チーフディレクター - 森下孝三[5]
- シリーズ構成 - スティーブ・ガーバー、フリント・ディリー、ラリー・パー、バズ・ディクソン
- キャラクターデザイン - ラス・ヒース、ウィリアム・ドラウト、キャロル・リンドバーグ、ブルース・ティム、ジョン・コーチ、ジム・フレッチャー、リー・ゴー、ジム・ウィロウビー
- 音響監督 - ドン・ジャーウィッチ、ウォーリー・バー
- 音楽 - ジョニー・ダグラス、ロバート・ウォルシュ
- 制作 - ジム・ダフィー、サム・ワイス、ダン・トンプソン、アート・ウィテロ、ジョン・エイハーン、チャールズ・ドーンズ、マーク・グラマック、ラリー・ヒューストン、アレックス・ラヴィー、ジョージ・シンガー、ジョン・ウォーカー
- 製作総指揮 - ジョー・バカル、デイヴィッド・H・ディパティエ（1話 ‐ 5話）、マーガレット・ローシュ（6話 - 95話）、トム・グリフィン
- アニメーション制作 - 東映動画
- 製作 - サンボウ・プロダクション、マーベル・プロダクション
- 配給 - クラスター・テレビジョン

#### 各話スタッフ
- 絵コンテ - ケント・バターワース、マリオ・ピルソー、ハンク・タッカー、ラリー・ヒューストン、ダグ・バンデグリフト、ウィル・メグニオット、ドン・シェパード、ボイド・カークランド、ゲイリー・グラハム、フランク・パウル、マイク・ヴォスバーグ、リック・ホバーグ、グレン・ヒル、ジム・フレッチャー
- 演出 - ゲイリー・チニキー、カレン・ピーターソン、ノーム・マッケイブ、アル・クーゼル、トム・レイ、マーガレット・ニコラス、ボブ・マッツ、ボブ・カーク、ブラッド・ケース、ロバート・シェルホーン、ジョアン・ケース、ボブ・トリート、ウォーレン・バチェルダー、ビル・エクスター
- レイアウト - ポール・グルーウェル、ボイド・カークランド、フランク・パウル、パット・アグナシン、エウフロニオ・R・クルツ、リンゼイ・ドーソン、ロメオ・フランシスコ、リー・ゴー、アーニー・グアンラオ、アレックス・マン、ウォーレン・マーシャル

### 第2期
- 制作 - マイケル・マリアニ（1話 - 5話）、ジョン・グラスド（6話 - 44話）
- 監督 - マイケル・マリア二（ミニシリーズ：1話 - 5話）、ジム・ダフィー（シーズン1：6話 - 24話）、チャック・パットン（シーズン1：6話 - 24話）、ジョン・グラスド（シーズン2：24話 - 44話）
- アニメーションディレクター - 岡嶋国敏（1話 - 5話）
- シリーズ構成 - ダグラス・ブース
- キャラクターデザイン - チャック・パットン、ジェラルド・フォートン、ラス・ヒース、ロメオ・フランシスコ、フレッド・カリロ、ジム・ジェーンズ
- プロップデザイン - ビル・バリー、ロン・ハリス、ジョン・バーマン、リック・クィロズ、ブライアン・チェン、スティーブ・スワジャ
- 音響監督 - マドレーン・バスコム、ダグ・パーカー
- 音楽 - スティーブン・ジェームズ・タイラー
- 製作総指揮 - アンディ・ヘイワード、ロビー・ロンドン
- アニメーション制作 - 世映動画
- 製作 - DICエンターテイメント

#### 各話スタッフ
- 絵コンテ監修 - ブライアン・チェン
- 絵コンテ - 岡嶋国敏、藤みねお、金子伸吾、松本淳、浅田裕二、曽我部孝、福島和美、世映動画

### 日本語版制作スタッフ
- 監修 - 中野隆幸
- 演出 - 松川陸
- 翻訳 - 山田ユキ
- 選曲 - 宮下滋
- 効果 - 新音響
- 調整 - 近藤勝之
- 録音スタジオ - コスモスタジオ
- VTRスタジオ - サウンドシティ・ビデオ
- プロデューサー - 佐藤博久、諸橋健一、貝塚秀仁
- 配給 - ムービーテレビジョン
- 制作 - コスモプロモーション

## 主題歌
オープニングテーマ - 『G.I.ジョー』
作詞 - 今村未仁、木本慶子 / 作曲 - AKANE JONES、SUMIRE GEORGE / 編曲 - 埜邑紀見男 / 歌 - 石原レイ（発売元 - 日本コロムビア）
- テレビ版では2番の歌詞が使われている。

## ネット局
※放送系列は放送当時、放送日時は個別に出典が掲示されている局を除き、1987年2月中旬 - 3月上旬時点のものとする。
| 放送対象地域   | 放送局             | 放送系列                      | 放送期間                                                                     | 放送日時                                               | ネット状況 | 備考                 |
| -------------- | ------------------ | ----------------------------- | ---------------------------------------------------------------------------- | ------------------------------------------------------ | ---------- | -------------------- |
| 関東広域圏     | テレビ朝日         | テレビ朝日系列                | 1986年7月24日 - 8月28日 1986年9月6日 - 9月27日 1986年10月3日 - 1987年3月27日 | 木曜 10:30 - 11:00 土曜 5:55 - 6:25 金曜 17:30 - 18:00 | 制作局     |                      |
| 北海道         | 北海道テレビ       | テレビ朝日系列                | 不明                                                                         | 金曜 17:30 - 18:00                                     | 不明       |                      |
| 福島県         | 福島放送           | テレビ朝日系列                | 不明                                                                         | 金曜 17:30 - 18:00                                     | 不明       |                      |
| 鹿児島県       | 鹿児島放送         | テレビ朝日系列                | 不明                                                                         | 金曜 17:30 - 18:00                                     | 不明       |                      |
| 青森県         | 青森放送           | 日本テレビ系列 テレビ朝日系列 | 不明                                                                         | 火曜 17:00 - 17:30                                     | 遅れネット |                      |
| 岩手県         | テレビ岩手         | 日本テレビ系列                | 不明                                                                         | 土曜 6:15 - 6:45                                       | 遅れネット |                      |
| 宮城県         | 東日本放送         | テレビ朝日系列                | 不明                                                                         | 土曜 17:00 - 17:30                                     | 遅れネット |                      |
| 山形県         | 山形放送           | 日本テレビ系列 テレビ朝日系列 | 不明                                                                         | 水曜 17:00 - 17:30                                     | 遅れネット |                      |
| 山梨県         | テレビ山梨         | TBS系列                       | 不明                                                                         | 日曜 7:00 - 7:30                                       | 遅れネット |                      |
| 新潟県         | 新潟テレビ21       | テレビ朝日系列                | 不明                                                                         | 土曜 7:15 - 7:45                                       | 遅れネット |                      |
| 長野県         | テレビ信州         | 日本テレビ系列 テレビ朝日系列 | 不明                                                                         | 木曜 17:30 - 18:00                                     | 遅れネット |                      |
| 静岡県         | 静岡けんみんテレビ | テレビ朝日系列                | 不明                                                                         | 日曜 6:30 - 7:00                                       | 遅れネット | 現・静岡朝日テレビ。 |
| 富山県         | 富山テレビ         | フジテレビ系列                | 1986年12月1日 - 1987年6月8日                                                 | 月曜 16:25 - 16:55                                     | 遅れネット |                      |
| 石川県         | 石川テレビ         | フジテレビ系列                | 1986年7月25日 - 1987年3月27日                                                | 金曜 17:32 - 18:00                                     | 遅れネット |                      |
| 福井県         | 福井放送           | 日本テレビ系列                | - 1987年5月26日                                                              | 火曜 17:00 - 17:30                                     | 遅れネット |                      |
| 滋賀県         | びわ湖放送         | 独立局                        | 不明                                                                         | 日曜 10:30 - 11:00                                     | 遅れネット |                      |
| 京都府         | KBS京都            | 独立局                        | 不明                                                                         | 金曜 18:30 - 19:00                                     | 遅れネット |                      |
| 兵庫県         | サンテレビ         | 独立局                        | 不明                                                                         | 土曜 18:15 - 18:45                                     | 遅れネット |                      |
| 奈良県         | 奈良テレビ         | 独立局                        | 不明                                                                         | 土曜 18:30 - 19:00                                     | 遅れネット |                      |
| 和歌山県       | テレビ和歌山       | 独立局                        | 不明                                                                         | 月曜 19:00 - 19:30                                     | 遅れネット |                      |
| 鳥取県・島根県 | 日本海テレビ       | 日本テレビ系列                | 不明                                                                         | 木曜 17:30 - 18:00                                     | 遅れネット |                      |
| 広島県         | 広島ホームテレビ   | テレビ朝日系列                | 不明                                                                         | 金曜 17:00 - 17:30                                     | 遅れネット |                      |
| 香川県・岡山県 | 瀬戸内海放送       | テレビ朝日系列                | 不明                                                                         | 金曜 17:00 - 17:30                                     | 遅れネット |                      |
| 愛媛県         | 南海放送           | 日本テレビ系列                | 不明                                                                         | 木曜 17:00 - 17:30                                     | 遅れネット |                      |
| 高知県         | 高知放送           | 日本テレビ系列                | 不明                                                                         | 月曜 16:55 - 17:25                                     | 遅れネット |                      |
| 福岡県         | 九州朝日放送       | テレビ朝日系列                | 不明                                                                         | 土曜 6:30 - 7:00                                       | 遅れネット |                      |
| 長崎県         | 長崎放送           | TBS系列                       | 不明                                                                         | 火曜 16:50 - 17:20                                     | 遅れネット |                      |
| 熊本県         | テレビ熊本         | フジテレビ系列 テレビ朝日系列 | 不明                                                                         | 火曜 16:30 - 17:00                                     | 遅れネット |                      |
| 宮崎県         | 宮崎放送           | TBS系列                       | 不明                                                                         | 土曜 7:00 - 7:30                                       | 遅れネット |                      |
| 沖縄県         | 琉球放送           | TBS系列                       | 不明                                                                         | 火曜 17:25 - 17:55                                     | 遅れネット |                      |

## 関連作品
本作は、トランスフォーマーシリーズの「ジェネレーション1（G1）」と呼ばれる作品群と世界観を共有している。
- 『戦え!超ロボット生命体トランスフォーマー2010』

この作品に登場するメリッサ・フェアボーン大尉は、フリントの娘であることが作中の描写から明らかとなっている。また、コブラコマンダーがスネークと名前を偽って登場するエピソードも存在する。
- 『トランスフォーマー キスぷれ』

『2010』の数年前を描いたこの作品にも、メリッサが登場。彼女のプロフィールによると、フリントはコンボイに窮地を救われたことがあるという。
- 『トランスフォーマー バイナルテック』

『2010』や『キスぷれ』とは別の道をたどったG1世界を舞台とするこの作品では、デストロンによるバイナルテック・プロジェクト侵食について、フリントが調査を行っているというくだりがある。

## コミック版
G.I. Joe: A Real American Hero
- マーベル・コミックにて、1982年06月号〜1994年12月号まで漫画が連載された。作：ラリー・浜
- IDW Publishingにて、2010年07月号〜現在まで漫画が連載されている。作：ラリー・浜

日本国内
- コミックボンボン（講談社）にて、1986年09月号〜1987年02月号まで漫画が連載された。作画：上田久治

## ゲーム版
最新作としては2009年に「G.I. Joe: The Rise of Cobra」（PS3、Xbox 360など）が発売されている。特にNESの2作品（「G.I. Joe」、「G.I. Joe: The Atlantis Factor」）は、共に日本のKIDが開発を手掛けていたりするが、大半の作品は日本では発売されていない。
日本においても発売されているゲームとしては、1992年にコナミ（現：コナミデジタルエンタテインメント）より発売されたアーケードゲームがある。内容はデューク、スカーレットなどG.I.ジョーのメンバーを動かして世界征服をたくらむコブラ軍団を殲滅する3Dシューティングゲーム（→『G.I.JOE (1992年のビデオゲーム)』を参照）。